# Gotthard Böttger
Gotthard Böttger (* 10. April 1893 in Gerstungen; † 9. April 1949 im Speziallager Nr. 2 Buchenwald) war ein deutscher Ingenieur und nationalsozialistischer Funktionär. 

## Leben
Nach dem Schulabschluss schlug er eine Ingenieursausbildung ein. Er wurde Betriebsführer und Direktor des Kommunalen Zweckverbandes der Elektrizitäts- und Gasversorgung Sachsen, Vorsitzender des Aufsichtsrats der Elektrische Licht- und Kraftanlagen GmbH. Er war zum 1. Februar 1930 der NSDAP beigetreten (Mitgliedsnummer 192.424).
Im NSDAP-Gau Sachsen wurde er Gauwalter in der Gauwaltung des Nationalsozialistischen Bundes Deutscher Technik (NSBDT), gleichzeitig war er Gaufachberater. Seinen Dienstsitz hatte Böttger in Dresden, Bürgerwiese 24, wo auch ab 1935 die NSDAP-Gauleitung unter Martin Mutschmann ihren Sitz hatte. Er selbst wohnte im Ortsteil Wahnsdorf von Radebeul im Haus Straken 44.
Nach Kriegsende erfolgte seine Inhaftierung im sowjetischen Speziallager Nr. 2 Buchenwald, wo er 1949 starb.

## Ehrungen
- Mitglied des Ehrenausschusses der Bunsen-Gesellschaft